# Like a G6
Like a G6 is de naam van de eerste internationale single van de Amerikaanse band Far East Movement. De release van de single was in 2010 en het betekende de wereldwijde doorbraak voor de band. Het nummer kwam in vele landen in de top-10 terecht. De single kwam tot een 2e plaats in de Ultratop 50 (Vlaanderen)  en op de 4e plaats in de Nederlandse Top 40.

## Hitnotering

### Nederlandse Top 40
| Hitnotering: 30-10-2010 t/m 29-01-2011 | Hitnotering: 30-10-2010 t/m 29-01-2011 | Hitnotering: 30-10-2010 t/m 29-01-2011 | Hitnotering: 30-10-2010 t/m 29-01-2011 | Hitnotering: 30-10-2010 t/m 29-01-2011 | Hitnotering: 30-10-2010 t/m 29-01-2011 | Hitnotering: 30-10-2010 t/m 29-01-2011 | Hitnotering: 30-10-2010 t/m 29-01-2011 | Hitnotering: 30-10-2010 t/m 29-01-2011 | Hitnotering: 30-10-2010 t/m 29-01-2011 | Hitnotering: 30-10-2010 t/m 29-01-2011 | Hitnotering: 30-10-2010 t/m 29-01-2011 | Hitnotering: 30-10-2010 t/m 29-01-2011 | Hitnotering: 30-10-2010 t/m 29-01-2011 | Hitnotering: 30-10-2010 t/m 29-01-2011 | Hitnotering: 30-10-2010 t/m 29-01-2011 |
| Week:                                  | 1                                      | 2                                      | 3                                      | 4                                      | 5                                      | 6                                      | 7                                      | 8                                      | 9                                      | 10                                     | 11                                     | 12                                     | 13                                     | 14                                     |                                        |
| -------------------------------------- | -------------------------------------- | -------------------------------------- | -------------------------------------- | -------------------------------------- | -------------------------------------- | -------------------------------------- | -------------------------------------- | -------------------------------------- | -------------------------------------- | -------------------------------------- | -------------------------------------- | -------------------------------------- | -------------------------------------- | -------------------------------------- | -------------------------------------- |
| Positie:                               | 18                                     | 8                                      | 7                                      | 6                                      | 6                                      | 6                                      | 5                                      | 5                                      | 4                                      | 12                                     | 12                                     | 17                                     | 24                                     | 39                                     | uit                                    |

### NederlandseSingle Top 100
| Hitnotering: 16-10-2010 t/m 26-02-2011 | Hitnotering: 16-10-2010 t/m 26-02-2011 | Hitnotering: 16-10-2010 t/m 26-02-2011 | Hitnotering: 16-10-2010 t/m 26-02-2011 | Hitnotering: 16-10-2010 t/m 26-02-2011 | Hitnotering: 16-10-2010 t/m 26-02-2011 | Hitnotering: 16-10-2010 t/m 26-02-2011 | Hitnotering: 16-10-2010 t/m 26-02-2011 | Hitnotering: 16-10-2010 t/m 26-02-2011 | Hitnotering: 16-10-2010 t/m 26-02-2011 | Hitnotering: 16-10-2010 t/m 26-02-2011 | Hitnotering: 16-10-2010 t/m 26-02-2011 | Hitnotering: 16-10-2010 t/m 26-02-2011 | Hitnotering: 16-10-2010 t/m 26-02-2011 | Hitnotering: 16-10-2010 t/m 26-02-2011 | Hitnotering: 16-10-2010 t/m 26-02-2011 | Hitnotering: 16-10-2010 t/m 26-02-2011 | Hitnotering: 16-10-2010 t/m 26-02-2011 | Hitnotering: 16-10-2010 t/m 26-02-2011 | Hitnotering: 16-10-2010 t/m 26-02-2011 | Hitnotering: 16-10-2010 t/m 26-02-2011 | Hitnotering: 16-10-2010 t/m 26-02-2011 |
| Week:                                  | 1                                      | 2                                      | 3                                      | 4                                      | 5                                      | 6                                      | 7                                      | 8                                      | 9                                      | 10                                     | 11                                     | 12                                     | 13                                     | 14                                     | 15                                     | 16                                     | 17                                     | 18                                     | 19                                     | 20                                     |                                        |
| -------------------------------------- | -------------------------------------- | -------------------------------------- | -------------------------------------- | -------------------------------------- | -------------------------------------- | -------------------------------------- | -------------------------------------- | -------------------------------------- | -------------------------------------- | -------------------------------------- | -------------------------------------- | -------------------------------------- | -------------------------------------- | -------------------------------------- | -------------------------------------- | -------------------------------------- | -------------------------------------- | -------------------------------------- | -------------------------------------- | -------------------------------------- | -------------------------------------- |
| Positie:                               | 82                                     | 24                                     | 5                                      | 3                                      | 5                                      | 7                                      | 9                                      | 11                                     | 12                                     | 20                                     | 17                                     | 7                                      | 10                                     | 19                                     | 30                                     | 31                                     | 35                                     | 46                                     | 61                                     | 74                                     | uit                                    |

### VlaamseUltratop 50
| Hitnotering: 13-11-2010 t/m 05-03-2011 | Hitnotering: 13-11-2010 t/m 05-03-2011 | Hitnotering: 13-11-2010 t/m 05-03-2011 | Hitnotering: 13-11-2010 t/m 05-03-2011 | Hitnotering: 13-11-2010 t/m 05-03-2011 | Hitnotering: 13-11-2010 t/m 05-03-2011 | Hitnotering: 13-11-2010 t/m 05-03-2011 | Hitnotering: 13-11-2010 t/m 05-03-2011 | Hitnotering: 13-11-2010 t/m 05-03-2011 | Hitnotering: 13-11-2010 t/m 05-03-2011 | Hitnotering: 13-11-2010 t/m 05-03-2011 | Hitnotering: 13-11-2010 t/m 05-03-2011 | Hitnotering: 13-11-2010 t/m 05-03-2011 | Hitnotering: 13-11-2010 t/m 05-03-2011 | Hitnotering: 13-11-2010 t/m 05-03-2011 | Hitnotering: 13-11-2010 t/m 05-03-2011 | Hitnotering: 13-11-2010 t/m 05-03-2011 | Hitnotering: 13-11-2010 t/m 05-03-2011 | Hitnotering: 13-11-2010 t/m 05-03-2011 |
| Week:                                  | 1                                      | 2                                      | 3                                      | 4                                      | 5                                      | 6                                      | 7                                      | 8                                      | 9                                      | 10                                     | 11                                     | 12                                     | 13                                     | 14                                     | 15                                     | 16                                     | 17                                     |                                        |
| -------------------------------------- | -------------------------------------- | -------------------------------------- | -------------------------------------- | -------------------------------------- | -------------------------------------- | -------------------------------------- | -------------------------------------- | -------------------------------------- | -------------------------------------- | -------------------------------------- | -------------------------------------- | -------------------------------------- | -------------------------------------- | -------------------------------------- | -------------------------------------- | -------------------------------------- | -------------------------------------- | -------------------------------------- |
| Positie:                               | 43                                     | 18                                     | 6                                      | 4                                      | 2                                      | 2                                      | 5                                      | 5                                      | 4                                      | 4                                      | 9                                      | 12                                     | 16                                     | 20                                     | 36                                     | 35                                     | 42                                     | uit                                    |